# 가을 아침
가을 아침은 대한민국 가수 아이유가 자신의 9번째 EP 꽃갈피 둘(2017년)을 위해 녹음한 한국어 노래이다. 이 곡은 한국의 포크 가수 양희은의 1991년 발매곡을 리메이크한 것이다. 이 노래는 2017년 9월 18일 아이유의 두 번째 리메이크 음반의 발매 이전 곡으로 발매되었다.
가을 아침은 대한민국에서 상업적인 성공을 거두었으며 주요 음악 사이트에서 톱을 차지했다. 가온 디지털 차트에서 1위로 데뷔하면서 대한민국에서 아이유의 17번째 1위 싱글이 되었다.